# Alfons Åberg (TV-serie)
Gunilla Bergströms barnböcker om Alfons Åberg har blivit animerad tv-serie i två omgångar: 1979–1994 av svenska Pennfilm Studio och 2012 i en norsk-dansk samproduktion.

## Pennfilms version
Serien regisserades av Per Åhlin efter Gunilla Bergströms manus, och producerades av Per Åhlins studio Pennfilm i samarbete med Svenska Filminstitutet och de skandinaviska TV-bolagen SVT, NRK, YLE och DR. Fyra omgångar av serien spelades in och innefattar totalt 16 avsnitt à 10 minuter. Samtliga avsnitts har premiärvisats i SVT, och även blivit distribuerade till biografer, VHS och DVD.
Musiken komponerades av Georg Riedel och berättarrösten lästes av Björn Gustafson.

### Avsnitt
Datum anger första sändningen.
- 1. Raska på, Alfons Åberg (31 december 1979)
- 2. Mållgan och Alfons Åberg (senare kallad Alfons och hemlige Mållgan) (1 januari 1980)
- 3. God natt, Alfons Åberg (2 januari 1980)
- 4. Listigt, Alfons Åberg (3 januari 1980)
- 5. Aja baja, Alfons Åberg (4 januari 1980)
- 6. Odjuret och Alfons Åberg (senare kallad Alfons och odjuret) (5 januari 1980).
- 7. Vem räddar Alfons Åberg? (13 januari 1981)
- 8. Är du feg, Alfons Åberg? (14 januari 1981)
- 9. Klaga lagom, Alfons Åberg (senare kallad Lycklige Alfons Åberg) (15 januari 1981)
- 10. Slutbusat, Alfons Åberg! (senare kallad Var är Bus-Alfons?) (16 januari 1981)
- 11. Vem spökar, Alfons Åberg? (15 januari 1982)
- 12. Pannkaka, Alfons Åberg (även kallad En sak i taget, Alfons Åberg! och senare kallad Vad sa pappa Åberg?) (18 januari 1982)
- 13. Knåpigt, Alfons Åberg! (även kallad Alfons Åberg lär sig knyta snören och senare kallad Bara knyt, Alfons!) (19 januari 1982)
- 14. Alfons och Milla (18 mars 1994)
- 15. Där går Tjuv-Alfons! (25 mars 1994)
- 16. Kalas, Alfons Åberg! (1 april 1994)

### Biovisning
Åren 1998–2000 visades hela serien på bio som fyra matinéfilmer på vardera cirka 40 minuter:
- Kalas, Alfons! — premiärvisades i februari 1998, och omfattar avsnitt 16, 4, 2 och 3.
- Alfons och Milla — premiär i september 1998, omfattar avsnitt 14, 7, 9 och 13.
- Alfons och pappa Åberg — premiär i februari 1999, omfattar avsnitt 12, 5, 1 och 11.
- Var är Bus-Alfons — premiär i februari 2000, omfattar avsnitt 6, 15, 8 och 10.

## Den norsk-dansk-producerade versionen
2012 släpptes en nyversion, denna gång samproducerad av det norska filmbolaget Maipo Film och den danska animationsstudion A. Films, med stöd av kinesiska Hong Guang Animation. Kristin Ulseth producerade, manus skrevs av Tora Berg efter Gunilla Bergströms böcker, och för regin svarade Liller Møller och Karsten Kiilerich. Den norska originaltiteln är "Albert Åberg" och Trond Høvik gör den norska berättarrösten.
Den svenska dubbningen, med Jonas Karlsson som berättare, producerades av Eurotroll.
Georg Riedels musik från den äldre filmatiserien återanvänds även i denna version, och kompletteras av nyskriven musik av Stein Berge Svendsen. 
Denna version fick 2013 en uppföljare i långfilmsformat, "Hokus pokus Alfons Åberg".

### Avsnitt
1. Osynligt med Alfons
2. Näpp! sa Alfons
3. Mera monster, Alfons!
4. Alfons med styrke-säcken
5. Flyg! sa Alfons Åberg
6. Hurra för pappa Åberg!
7. Skratta lagom! sa pappa Åberg
8. Hur långt når Alfons?
9. Alfons och soldatpappan
10. Alfons leker Einstein
11. Vem lurar Alfons?
12. Alfons vid vuxenbordet
13. Hann Alfons före sig själv?